# Gare de Bessay-sur-Allier
La gare de Bessay-sur-Allier est une gare ferroviaire française de la ligne de Moret - Veneux-les-Sablons à Lyon-Perrache, située à proximité du centre bourg de Bessay-sur-Allier, commune du département de l'Allier en région Auvergne-Rhône-Alpes.
Elle est mise en service en 1853 par la Compagnie du chemin de fer de Paris à Orléans (PO). 
C'est une halte voyageurs de la Société nationale des chemins de fer français (SNCF), desservie par des trains TER Auvergne-Rhône-Alpes.

## Situation ferroviaire
Établie à 222 mètres d'altitude, la gare de Bessay-sur-Allier est située au point kilométrique (PK) 326,461 de la ligne de Moret - Veneux-les-Sablons à Lyon-Perrache, entre les gares de Moulins-sur-Allier et de Varennes-sur-Allier (s'intercale la gare fermée de La Ferté-Hauterive.

## Histoire
La station de Bessay est mise en service le 22 août 1853 par la Compagnie du chemin de fer de Paris à Orléans (PO), lorsqu'elle ouvre à l'exploitation la section de Moulins à Varennes construite par l'Administration des chemins de fer de l'État.
En 1855, une convention entre compagnies fait passer l'ensemble de la ligne (de Nevers à Clermont-Ferrand) sous le contrôle du Chemin de fer Grand-Central de France. Cette compagnie fut cependant liquidée dès 1857, la compagnie des chemins de fer de Paris à Lyon et à la Méditerranée reprenant une partie des lignes concédées au Grand-Central, dont celle passant par Bessay.
La gare possédait un petit bâtiment voyageurs, identique à certaines gares de la ligne (notamment Villeneuve-sur-Allier). Il a depuis disparu et un pont routier a été bâti au-dessus des quais, éliminant un passage à niveau.

## Fréquentation
De 2023 à 2015, selon les estimations de la SNCF, la fréquentation annuelle de la halte s'élève aux nombres indiqués dans le tableau ci-dessous.
| Année     | 2023   | 2022   | 2021   | 2020  | 2019   | 2018   | 2017   | 2016   | 2015  |
| --------- | ------ | ------ | ------ | ----- | ------ | ------ | ------ | ------ | ----- |
| Voyageurs | 20 134 | 18 404 | 13 665 | 9 102 | 13 912 | 11 071 | 11 083 | 10 237 | 8 474 |

## Service des voyageurs

### Accueil
Halte SNCF, c'est un point d'arrêt non géré (PANG) à entrée libre. Elle dispose de deux quais avec abris. 
La longueur des quais réduite oblige les voyageurs à se trouver en tête de train pour pouvoir descendre à quai. La traversée des voies et l'accès aux quais s'effectuent par le pont routier.

### Desserte
Bessay-sur-Allier est desservie par des trains TER Auvergne-Rhône-Alpes, effectuant la relation Clermont-Ferrand – Vichy – Moulins (quelques trains sont prolongés à Nevers). D'autres trains sont prolongés au-delà de Clermont-Ferrand.
Temps de parcours depuis la gare de Bessay :
- Moulins-sur-Allier : 10 min, 9 allers-retours ;
- Clermont-Ferrand : de 55 min à 1 h, 9 allers-retours (+ 1 aller le lundi matin).

### Intermodalité
Un parking pour les véhicules y est aménagé.